# Camaleones (álbum)
Camaleones: Música de la Telenovela é a trilha sonora da telenovela Camaleones, bem como o álbum de estreia do grupo musical de mesmo nome.
O álbum foi lançado em 24 de novembro de 2009 no México, pela gravadora EMI Music México, contém 10 faixas, incluindo o tema da novela "Sal de mi piel ", interpretada pela cantora Belinda, duas músicas de Pee Wee, além de um dueto entre Sherlyn e Pee Wee.
"Sal de mi piel" é o primeiro single do álbum, porque era o tema principal da novela, que servia para a entrada e saída de cada capítulo de Camaleones, bem como nos promocionais que foram transmitidos. O segundo single foi "Se Acabó" e foi promovido com um vídeo ao vivo e posteriormente foram criados vídeos para as músicas:  "No Quiero Verte"10 "Por Unas Palabras" e "Por Favor Quiéreme" que foram usadas para fechar alguns capítulos.
Como o final da novela se apressou, a promoção do álbum não foi realizada conforme o planejado, finalizando o projeto e sem dar promoção oficial a nenhum tema.

## Lista de faixas
| Camaleones: Música de la Telenovela |                        |                                                                            |                   |         |  |
| N.º                                 | Título                 | Compositor(es)                                                             | Interprete        | Duração |  |
| 1.                                  | "Sal de mi piel"       | Belinda                                                                    | Belinda           | 3:26    |  |
| 2.                                  | "Por favor quiéreme"   | Javier Calderón, Ruffo Ibarra                                              | Pee Wee e Sherlyn | 2:49    |  |
| 3.                                  | "Por unas palabras"    | José Favela, Roxana Ávila                                                  | Camaleones        | 3:12    |  |
| 4.                                  | "No quiero verte"      | Calderón, Eduardo Rodríguez, Carlos Bautista                               | Camaleones        | 3:12    |  |
| 5.                                  | "Puedo hacerte feliz"  | Calderón, Rodríguez                                                        | Camaleones        | 3:55    |  |
| 6.                                  | "Rompecabezas"         | Dany Tomás, Irvin Salinas, Servando Primera                                | Pee Wee           | 3:25    |  |
| 7.                                  | "Una hermosa historia" | Di Pietro Rodríguez, Felice Orlando                                        | Camaleones        | 3:36    |  |
| 8.                                  | "Se acabó"             | María Bernal, Calderón, Rodríguez                                          | Camaleones        | 3:42    |  |
| 9.                                  | "Camaleones"           | Francisco Saldaña, Irvin Salinas, Norgie Noriega, Richard Bull, Predikador | Pee Wee           | 4:17    |  |
| 10.                                 | "Sólo tú, Sólo yo"     | Calderón, Rodríguez, Christian Pérez                                       | Camaleones        | 2:49    |  |
| Duração total:                      | Duração total:         | Duração total:                                                             | Duração total:    | 34:54   |  |